# Phyllomya
Phyllomya (лат.) — род тахин подсемейства Dexiinae. Около 25 видов.

## Описание
Мелкие и среднего размера мухи (длина тела от 5 до 12 мм), стройные, черноватые; глаз обычно голый (у P. annularis довольно густо опушенный); глазковая щетинка развита, иногда короткая, особенно у самок; щеки широкие, не менее 1/4 высоты глаза; лицо уплощённое, без лицевого киля; лицевой гребень с несколькими щетинками чуть выше вибриссы; вибриссы прикрепляются на уровне нижнего края лица; затылок от слабо до сильно выпуклого, с короткими чёрными щетинками за постокулярными щетинками и беловатым и волосками снизу; педицель усика с несколькими короткими щетинками и длинной щетинкой (длиннее педицеля); ариста обычно перистая, редко опушенная; щупики довольно тонкие, слабо булавовидные. Простернум голый; проэпистернум голый.
Широко распространённый палеарктический вид Phyllomya volvulus паразитирует на личинках пилильщиков Tenthredinidae.

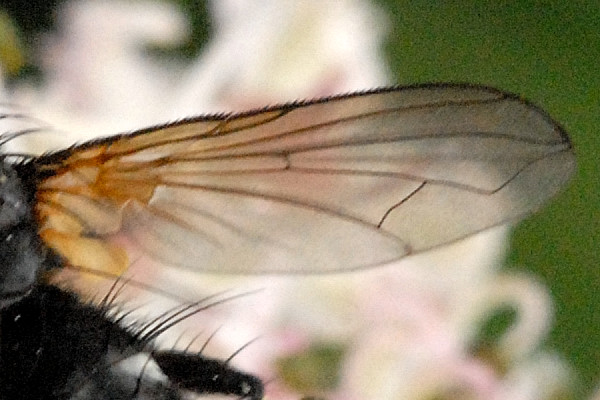
Phyllomya volvulus, крыло

## Классификация
В состав рода включают около 25 видов.
- ?P. abzoe (Walker, 1849)
- P. albipila Shima & Chao, 1992[5].
- ?P. analis (Say, 1829)
- P. angusta Shima & Chao, 1992[5]
- P. annularis (Villeneuve, 1937)
- P. aristalis Mesnil & Shima, 1978[6]
- ?P. cremides (Walker, 1849)
- P. elegans Villeneuve, 1937
- P. formosana Shima, 1988
- P. fuscicosta Curran, 1927
- P. gymnops (Villeneuve, 1937)
- P. humilis Shima, 1988
- P. japonica Shima, 1988
- P. limata (Coquillett, 1902)
- ?P. maritima (Perris, 1852)
- ?P. melanocera (Robineau-Desvoidy, 1830)
- P. nigripalpis Liang & Zhang, 2018[7]
- P. nobilis Mesnil, 1957
- ?P. ogoa (Walker, 1849)
- P. palpalis Shima & Chao, 1992[5]
- P. pictipennis (Wulp, 1891)
- P. polita (Coquillett, 1898)
- P. postica (Walker, 1852)
- P. procera (Meigen, 1824)[8]
- P. rufiventris Shima & Chao, 1992[5]
- P. sauteri (Townsend, 1927)
- P. takanoi Mesnil, 1970
- ?P. triangularis (Wulp, 1867)
- P. volvulus (Fabricius, 1794)[9][8]
- P. washingtoniana (Bigot, 1888)
- другие виды

## Распространение
Палеарктика, Неарктика, Юго-Восточная Азия.